# Нед Келлі
Нед Келлі (англ. Ned Kelly) — легендарний «бушрейнджер» — австралійський розбійник. Здобув славу як народний месник, протистояв колоніальній адміністрації, здійснив декілька нападів на банки та загони поліції. Є однією з найвідоміших, але суперечливих історичних постатей Австралії. Його вважають національним народним героєм країни.

## Ранні роки життя
Нед був старшим з восьми дітей у сім'ї. Народився в ірландській іммігрантській родині у штаті Вікторія у 1854 р. Його батько мав проблеми із законом, відсидів у тюрмі і коли хлопцю було лише 12 років, помер. Після його смерті Нед разом із сім'єю переселився ближче до Мельбурна. Там вони працювали на отриманій від уряду землі. Був нагороджений за мужність за порятунок хлопця, який тонув. У віці 16 років Неда звинуватили в крадіжці коней і посадили на 3 роки до в'язниці. Випустили лише у 1874 р. Після звільнення намагався налагодити нормальне життя, але трагічний випадок з іншими членами сім'ї змінив його життя і подальшу долю.

## Протистояння з поліцією
У квітні 1878 року офіцер поліції Фітцпатрік звинуватив матір Неда в нападі на нього та в тому, що Нед із братами прострілили йому руку. Хлопці звинувачували поліцейського у тому, що той приставав до їхньої сестри, з якою у Фітцпатріка начебто був роман і стверджували, що пошкодження сталися внаслідок самозахисту. Обставини інциденту залишаються спірними, але за заявою офіцера, матір Неда — Еллен посадили до в'язниці, а за Неда була оголошена винагорода в 100 фунтів.
З того часу Нед і його брат Ден опинилися поза законом і почали займатися грабіжництвом. 26 жовтня 1878 року вони разом зі своїми друзями Джо Берном і Стівом Гартом здійснили напад на поліцейський табір в сусідньому містечку Стінджі Барк Крік. Нед знав, що поліцейські були там з наміром захопити чи вбити його і тому запропонував їм здатися. Троє офіцерів стали чинити опір і були убиті в перестрілці. Після цього інциденту була встановлена винагорода у розмірі 10 000 фунтів за затримання Неда і його банди.
Нед мав багато прибічників і користувався підтримкою місцевого населення — йому допомагали переховуватися від поліції протягом 2 років і за цей час він пограбував ще два банки. Своїм протистоянням з поліцією та пограбуваннями заможних людей Нед та хлопці з його банди здобули славу хоробрих і зухвалих месників. Дехто з істориків порівнював його з Робін Гудом. Під час пограбувань члени банди залишали в заручників листи, в яких пояснювали свої вчинки і те, як вони мали намір переслідувати поліцію. Відносно попередніх нападів Нед виправдовував свої дії, звинувачував Фітцпатріка у наклепі і стверджував, що вбивство поліцейських у Стінджі Барк Крік було самозахистом.

## Захоплення та страта

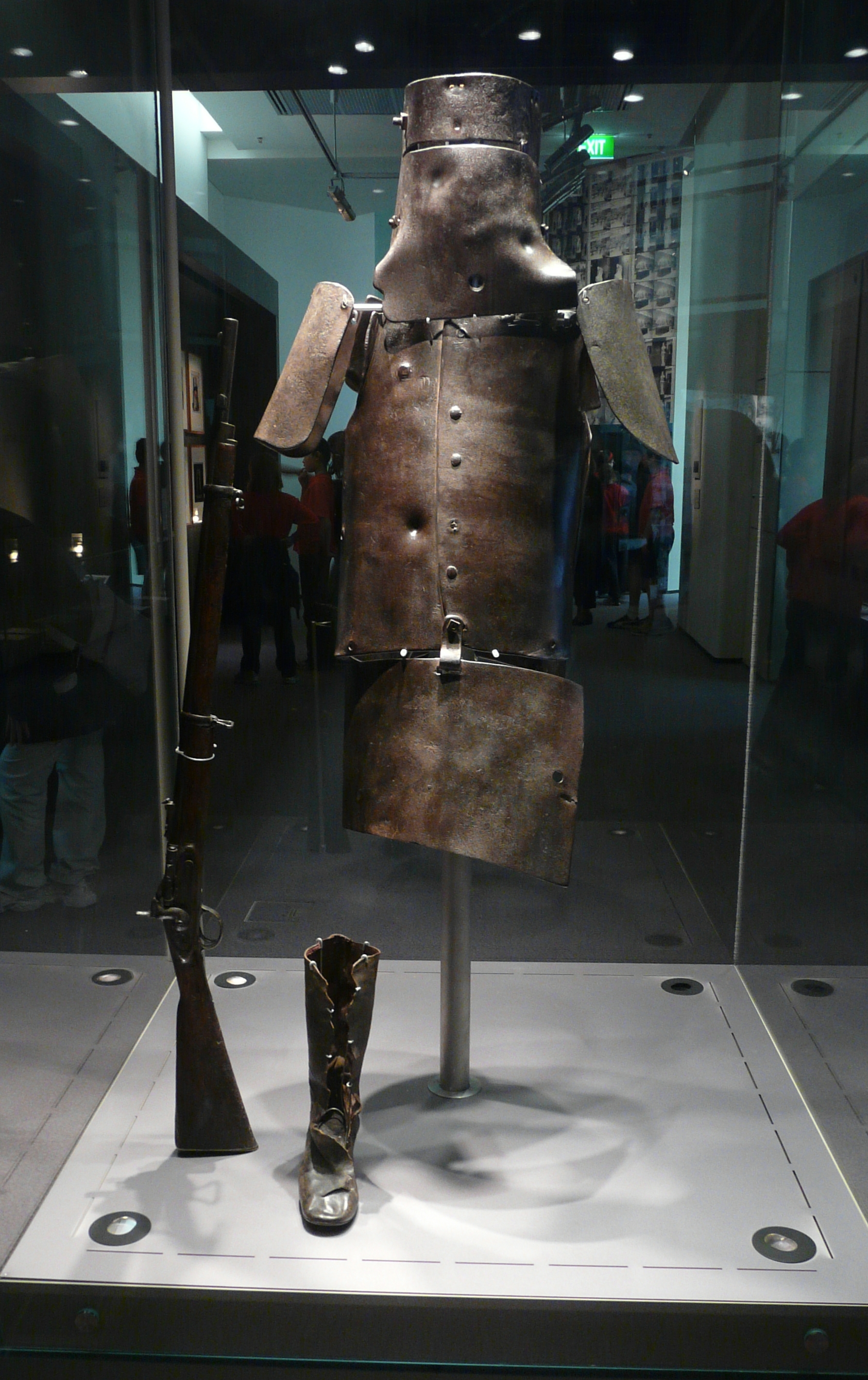
Саморобний панцир Неда Келлі

У червні 1880 року у одному з готелів Нед та його банда опинилися в оточенні поліції. Заздалегідь підготувавшись до битви, всі четверо молодих хлопців одягнули броню зі сталі. Під час перестрілки з Неду вдалося прослизнути через кордон поліції, але незабаром він вирішив повернутися, щоб врятувати свого брата і друзів. Під час перестрілки Нед отримав 28 вогнепальних поранень та був захоплений поліцією. Нед Келлі був єдиним, хто пережив цю облогу поліцією і опинився в тюрмі. Інші оточені члени банди підпалили готель і згоріли разом з його братами Деном і Стівом. На слідстві Нед зізнався у вбивстві поліцейських у Стінджі Барк Крік. За це його засудили до смертної кари через повішення. Нед мав багато прихильників і більш ніж 32 000 австралійців підписали петицію з проханням його помилувати. Попри це, 11 листопада 1880 р. у в'язниці Мельбурна Неда стратили. На момент страти йому було всього лиш 25 років.

## Спадщина Неда Келлі

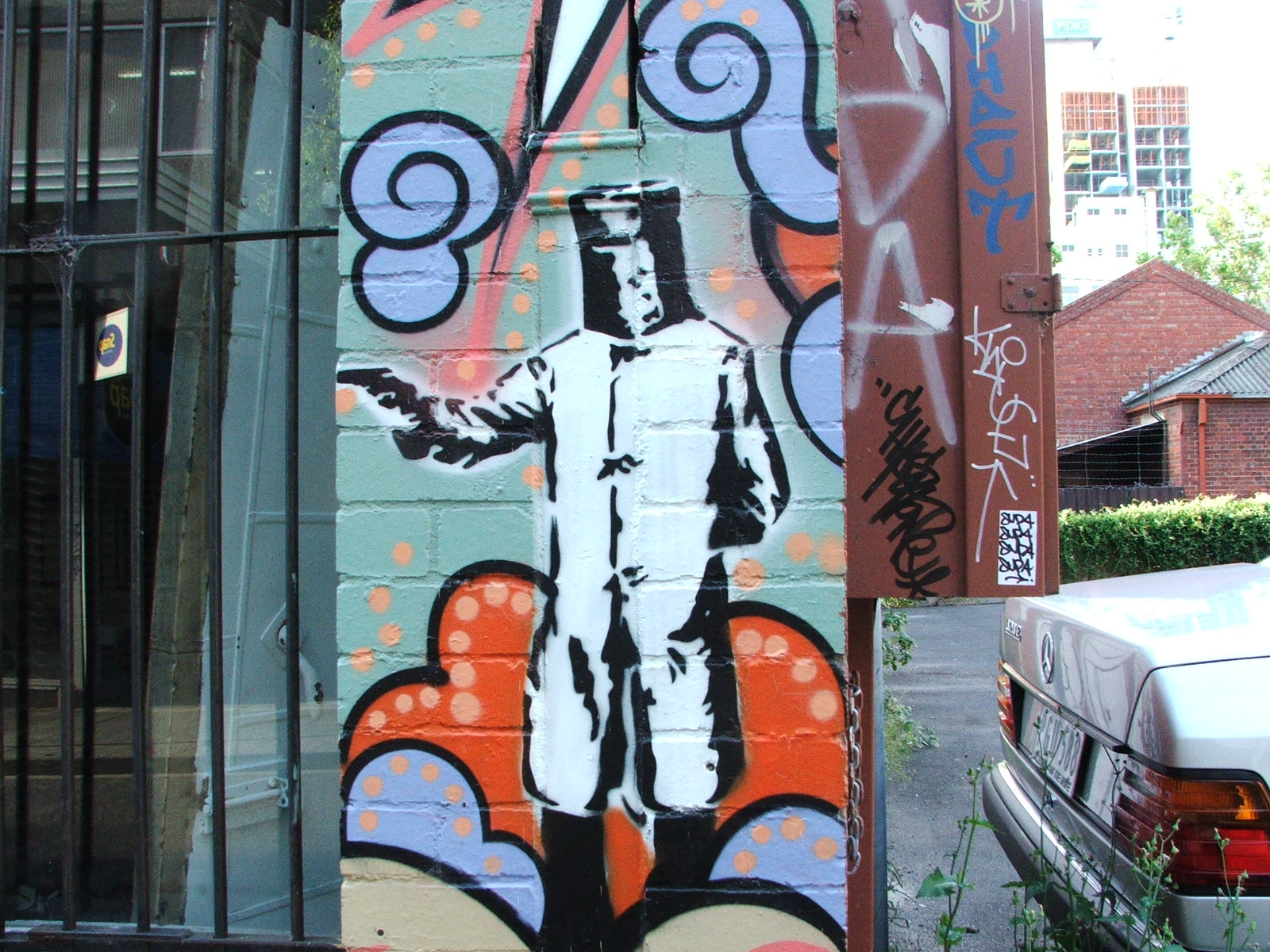
Графіті із зображенням Неда Келлі у Мельбурні. 2005 рік.

Ставлення до Неда Келлі та його спадщини ще й досі залишається суперечливим для Австралії. Для одних він грабіжник та вбивця поліцейських — для інших був і залишається народним месником, який протистояв несправедливості колоніальної адміністрації Австралії та поліції. Деякі спостерігачі вказують на те, що постать Неда Келлі виникла у момент соціальної напруги в австралійських колоніях Британської імперії. Персональні речі Неда, його сталевий панцир, зброя, листи сьогодні є в музеї, в який була переобладнана в'язниця, де його утримували напередодні страти. Історія Неда Келлі стала частиною австралійського фольклору та міфології — знайшла відображення у численних книгах та фільмах. У 2008 р. австралійські історики повідомили, що знайшли місце поховання Неда Келлі. Цей факт породив нову хвилю зацікавлення Недом як історичною постаттю.